# Borstel-Hohenraden
Borstel-Hohenraden település Németországban, Schleswig-Holstein tartományban. Lakosainak száma 2452 fő (2023. december 31.). Borstel-Hohenraden Kummerfeld és Ellerhoop községekkel határos.

## Népesség
A település népességének változása:
| Lakosok száma | 1619 | 2487 | 2506 | 2458 | 2471 | 2452 |
|               | 1975 | 2017 | 2019 | 2021 | 2022 | 2023 |